# Арагуасема

Арагуасема на карте штата.

Арагуасема (порт. Araguacema) — муниципалитет в Бразилии, входит в штат Токантинс. Составная часть мезорегиона Западный Токантинс. Входит в экономико-статистический микрорегион Мирасема-ду-Токантинс. Население составляет  6 317 человек на 2010 год. Занимает площадь 2 778,457 км². Плотность населения — 2,27 чел./км².

## Демография
Согласно сведениям, собранным в ходе переписи 2010 г. Национальным институтом географии и статистики (IBGE), население муниципалитета составляет:
| Полное население                               | Полное население                               | Полное население                               | Полное население                               | 6 317 |
| ---------------------------------------------- | ---------------------------------------------- | ---------------------------------------------- | ---------------------------------------------- | ----- |
| в том числе:                                   | Городское население                            | 2 925                                          | Процент городского населения, %                | 46,30 |
|                                                | Сельское население                             | 3 392                                          | Процент сельского населения, %                 | 53,70 |
|                                                | Мужское население                              | 3 331                                          | Процент мужского населения, %                  | 52,73 |
|                                                | Женское население                              | 2 986                                          | Процент женского населения, %                  | 47,27 |
| Плотность населения, чел/км²                   | Плотность населения, чел/км²                   | Плотность населения, чел/км²                   | Плотность населения, чел/км²                   | 2,27  |
| Население муниципалитета в % к населению штата | Население муниципалитета в % к населению штата | Население муниципалитета в % к населению штата | Население муниципалитета в % к населению штата | 0,46  |

По данным оценки 2016 года население муниципалитета составляет 6 863 жителя.

## Статистика
- Валовой внутренний продукт на 2003 составляет 11.355.485,00 реалов (данные: Бразильский институт географии и статистики).
- Валовой внутренний продукт на душу населения на 2003 составляет 1.961,90 реалов (данные: Бразильский институт географии и статистики).
- Индекс развития человеческого потенциала на 2000 составляет 0,673 (данные: Программа развития ООН).

## Важнейшие населенные пункты
| № | Населённый пункт     | Населённый пункт (порт.) | Категория | Население чел. (2010) | На карте                       |
| - | -------------------- | ------------------------ | --------- | --------------------- | ------------------------------ |
| 1 | Арагуасема           | Araguacema               | город     | 2925                  | 8°48′37″ ю. ш. 49°33′27″ з. д. |
| 2 | Таруман              | Tarumã                   | поселок   | 516                   | 8°44′29″ ю. ш. 49°22′12″ з. д. |
| 3 | Санта-Клара          | Santa Clara              | поселок   | 478                   | 9°10′20″ ю. ш. 49°37′56″ з. д. |
| 4 | Сеньор-ду-Бонфин     | Senhor do Bonfim         | поселок   | 170                   | 8°39′53″ ю. ш. 49°26′54″ з. д. |
| 5 | Кондоминиу-Сан-Педру | Condominio São Pedro     | поселок   | 57                    | 8°51′05″ ю. ш. 49°33′41″ з. д. |